# François Brottes
Pour les articles homonymes, voir Brottes (homonymie).
François Brottes, né le 31 mars 1956 à Valence (Drôme), est un homme politique et chef d'entreprise français.
Membre du Parti socialiste, il est député de la 5e circonscription de l'Isère de 1997 à 2015 et maire de Crolles entre 2005 et 2014. À l'Assemblée nationale, il est spécialiste des questions relatives aux services publics et à l'énergie, et préside la commission des Affaires économiques de 2012 à 2015.
Il est président du directoire de RTE de 2015 à 2020.

## Biographie

### Enfance, études et débuts
Né à Valence de Thérèse François et Jean Brottes, agent de maîtrise à EDF, il grandit à Romans-sur-Isère dans une famille de cinq enfants dont il est l'aîné. Il fréquente pendant sa jeunesse des catholiques de gauche, est membre actif de la Jeunesse ouvrière chrétienne (JOC) et milite durant ses années de lycée.
Il étudie la psychologie à Montpellier, où il travaille également à la Trésorerie générale, puis suit une formation courte d’animateur social. Il obtient un DUT. Souhaitant finalement devenir journaliste, il effectue un stage à Radio France Isère et devient animateur-producteur à Radio France et FR3 en 1978,. Là, de 1982 à 1986, il travaille au lancement des télévisions locales sur les réseaux câblés, avant de devenir directeur associé d'une entreprise de multimédia. Il quitte ces fonctions lors de son élection à l'Assemblée nationale, en 1997.
Il a trois enfants : Caroline, Jean-Xavier et Pauline.

### Parcours politique

#### Implantation à Crolles (Isère)

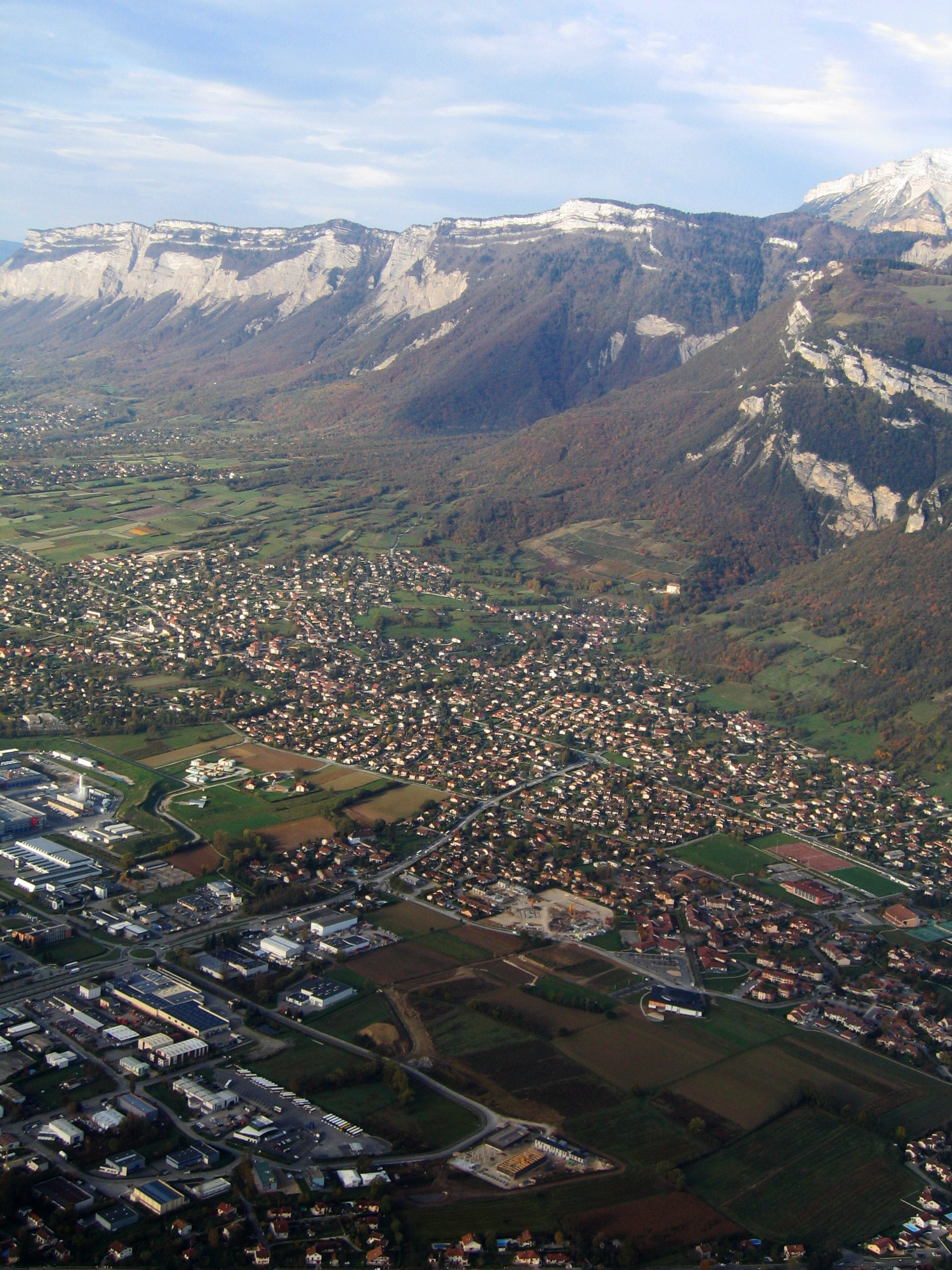
François Brottes est entré au conseil municipal de Crolles en 1983. Il est maire de la commune de 2005 à 2014.

Il adhère à la section du Parti socialiste de Crolles en 1979.
En 1983, il entre au conseil municipal de Crolles. Il est alors nommé adjoint chargé des affaires scolaires par le maire Paul Jargot, puis, en 1986, premier adjoint au maire par Jean-Claude Paturel, nouvel édile. Reconduit dans ses fonctions en 1989, il devient la même année président du syndicat intercommunal d'études et de réalisations du pôle urbain du Moyen Grésivaudan (SIERPUMG), qui devient la communauté de communes du Moyen Grésivaudan (COSI) ; celle-ci est intégrée en 2009 à la communauté de communes du Pays du Grésivaudan. Il quitte la présidence en juin 2012,,.
De 1992 à 1998, il est conseiller régional de Rhône-Alpes.
En août 2005, à la suite du décès de Jean-Claude Paturel, il est élu maire de Crolles par le conseil municipal. Lors des élections municipales de 2008, la liste qu'il mène est élue dès le premier tour avec 64,24 % des voix face à une liste MoDem et une liste EELV. Il reste maire jusqu’en 2014, choisissant alors de ne pas se représenter en conformité avec son engagement contre le cumul des mandats. Lors des municipales, il soutient la liste d'union de la gauche conduite par Philippe Lorimier, élue au premier tour face à une liste divers,.
François Brottes met en avant les progrès réalisés sous son mandat sur le projet de contournement routier de Crolles, « plusieurs actions sur la qualité de vie des gens et le lien social », ou encore l’implantation de STMicroelectronics. Le Dauphiné libéré souligne également la réalisation du quartier de l’éco-centre ainsi que le projet de parc Jean-Claude-Paturel. François Brottes regrette néanmoins que de nombreux projets d'aménagement qu'il a lancé aient fait l'objet de contentieux.

#### Député de la5ecirconscriptionde l'Isère (1997-2015)

##### XIelégislature (1997-2002)
Lors des élections législatives de 1993, il est le suppléant d'Edwige Avice (PS), députée sortante de la 5e circonscription de l'Isère, qui est nettement battue par Philippe Langenieux-Villard (RPR).
Il est élu député sur cette même circonscription lors des élections législatives de 1997 en battant Philippe Langenieux-Villard.
À l'Assemblée, il se spécialise dans les questions relatives aux services publics et à l'énergie. Il aborde ce deuxième sujet par le biais de l'industrie, après avoir été sensibilisé par des fermetures de papeteries dans sa circonscription à cause de factures d’électricité trop lourdes. En 2000, il s'oppose au projet d'extension de la taxe générale sur les activités polluantes (TGAP) aux consommations intermédiaires d'énergie.
Il siège au sein de la commission des Affaires économiques. Au sein du groupe socialiste à l'Assemblée nationale, il est vice-président chargé de l’économie, puis 1er vice-président.
De 1997 à 2002, il est membre de la Commission supérieure du service public des postes et télécommunications (CSSPPT), puis, en 2000-2001, rapporteur pour avis du budget poste et télécommunications.
Président du groupe d'études parlementaire sur la forêt, il est rapporteur du projet de loi d'orientation sur la forêt voté en juillet 2001. Il introduit notamment dans celui-ci un article stipulant que « le bénéfice du régime de l'appellation d'origine contrôlée est étendu aux produits forestiers ».

##### XIIelégislature (2002-2007)
En 2004, il est membre de l'Observatoire national du service public de l'électricité et du gaz au titre de l'association des maires de France, co-président du groupe énergies de l’Assemblée nationale.
Il est rapporteur du suivi de l'application de la loi relative au secteur de l'énergie de décembre 2006.

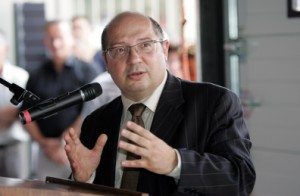
François Brottes s'exprimant en tant que député.

Il est conseiller « énergie » de Ségolène Royal durant l’élection présidentielle de 2007.

##### XIIIelégislature (2007-2012)
Réélu député lors des élections législatives qui suivent, il devient le chef de file du PS à la commission des Affaires économiques.
Il est noté comme étant le député français le plus actif en 2008, comme le deuxième en 2010. En 2011, il arrive en troisième position des députés les plus actifs de la XIIIe législature, selon le classement de L'Expansion.
En 2008, il est membre de la commission Ailleret sur l’avenir de la Poste, de la commission du dividende numérique et de la commission Champsaur sur les tarifs de l’électricité qui préfigure la loi NOME, et dont il refuse de voter le rapport car celui-ci n'inclut pas l'hydroélectricité.
En juillet 2008, il remplace Philippe Martin à la deuxième vice-présidence du groupe socialiste grâce au soutien qu'il a accordé à Jean-Marc Ayrault face à Arnaud Montebourg pour la présidence.
En août 2011, il remet un rapport sur les ondes électromagnétiques émises par les antennes-relais de téléphonie mobile : celui-ci préconise le développement de l'information et de la concertation auprès de la population en amont de l'installation des antennes-relais, et établit qu’un abaissement de l’exposition aux radiofréquences dégrade la qualité du service.
Conseiller « énergie » de François Hollande pendant la campagne présidentielle de 2012, il fait retirer de l'accord entre le PS et EELV pour les élections législatives, un article programmant la fin du combustible MOX produit par Areva.

##### XIVelégislature (2012-2015)
Il est réélu lors des législatives qui suivent en réalisant son meilleur score depuis sa première élection en 1997 (61,85 % des voix au second tour). Président de la commission des Affaires économiques de l'Assemblée nationale à partir de juillet 2012, il élabore, dès septembre, la première loi énergétique du quinquennat (loi d'avril 2013) qui organise notamment le marché de l'effacement des consommations d'électricité, débride les énergies renouvelables (éolien), créé la trêve hivernale de l'énergie et met en place l'expérimentation de la tarification sociale de l'eau,. En sa qualité de président de la commission des affaires économiques, il est également à l’initiative de la commission d’enquête sur les tarifs de l’électricité.
Il préside la commission spéciale pour l'examen du projet de loi relatif à la transition énergétique pour la croissance verte qui instaure le chèque-énergie, des dispositifs pour les industriels, des dispositions concrètes en faveur des économies d’énergie, du stockage, de la lutte contre le gaspillage.
Entre 2013 et 2014, il préside également la commission d’enquête relative aux coûts de la filière nucléaire,.
En 2014, avec son homologue du Bundestag, Peter Ramsauer, il crée un groupe de travail sur la future Europe de l’énergie, commun aux parlements français et allemand.
En 2014, il est l'un des trois députés les plus présents à l'Assemblée avec 40 semaines d’activité.
En février 2015, le Premier ministre lui confie une mission temporaire auprès de la ministre de l'écologie, du développement durable et de l'énergie et du ministre de l'économie, de l'industrie et du numérique sur la « sécurité de l’approvisionnement électrique dans un cadre national et européen ».
Président de la commission spéciale sur la loi Macron, il défend l'usage de l'article 49-3 de la Constitution par le gouvernement dans l'objectif d'accélérer son entrée en vigueur. Concernant le fond du projet de loi, il défend l'introduction du plafonnement des indemnités prud'homales en cas de licenciement abusif, et reprend un amendement introduit par le sénateur Gérard Longuet qui lance le projet de centre de stockage des déchets radioactifs en couche géologique profonde, dit Cigéo, estimant que le débat sur ledit projet « dure depuis longtemps » et jugeant nécessaire d'établir le coût de l’enfouissement des déchets nucléaires compte tenu des « perspectives financières de la filière nucléaire ». Cet amendement est finalement invalidé par le Conseil constitutionnel.
Il est par ailleurs président du groupe d’études à vocation internationale sur Taïwan.
Après son départ à la présidence de RTE le 1er septembre 2015, Jean-Claude Bourbon, journaliste à La Croix, considère que « François Brottes a accompli [...] un travail reconnu [à la présidence de la commission des Affaires économiques], en redonnant un peu de dynamisme à la structure. Il a, par exemple, mis en place des commissions d’enquête comme celles sur les coûts du nucléaire. De nombreux grands patrons ont également été auditionnés, comme Patrick Kron, patron d'Alstom, au moment du rachat de l’entreprise par l’américain General Electric ».
Au journal Contexte qui l'interroge sur sa « réputation d'être un président qui intervient parfois sur le champ de compétence des autres commissions », il répond : « J’ai toujours défendu le périmètre et les compétences de ma commission, comme mes prédécesseurs, mais je ne suis pas un envahisseur ». Ainsi, il « revendique » la saisine pour avis sur la première partie de la loi de finances, soulignant qu'elle est « inédite », qu'elle « va faire jurisprudence et d’autres commissions, comme celle du Développement durable, suivent notre exemple en se saisissant également sur la première partie de la loi de Finances ».
Il est remplacé à la présidence de la commission des Affaires économiques par Frédérique Massat (PS), députée de la première circonscription de l'Ariège, qui devient la première femme à occuper ce poste. Celle-ci indique vouloir poursuivre dans la lignée de son prédécesseur, bien que ses collègues de la commission se soient parfois plaints « de cadences un peu infernales ».

#### Responsabilités au sein d'organisations liées à la montagne
De 2004 à 2006, il est président de l'Association nationale des élus de la montagne (ANEM) après en avoir été secrétaire général. En parallèle, il est membre du Conseil national de la montagne.

#### Positionnement au sein du Parti socialiste
Proche de Razzy Hammadi (secrétaire national du PS aux services publics) et de Didier Migaud (également député de l'Isère puis président de la Cour des comptes), François Brottes se dit « fabiusien » en 2008. Il est membre de l'équipe de Martine Aubry lors de la primaire présidentielle socialiste de 2011 (conseiller pour les services publics avec Razzy Hammadi et l'économiste Maya Beauvallet) et est qualifié d' « aubryste » en 2014. Le journal L'Opinion estime qu'il « incarne le courant productiviste du PS, qui, depuis la catastrophe de Fukushima de 2011, est contraint au changement ».

#### Prises de position
François Brottes soutient le maintien d’un service public de l’énergie. En 2004, il est « l'un des principaux opposants aux changements de statut d'EDF, qui [conduit] notamment à son introduction en Bourse et à la filialisation de ses activités de transport et de distribution, avec la création de RTE et d'ERDF ». En 2006, il est le chef de file à l'Assemblée de l'opposition du PS à la privatisation de Gaz de France. En 2008, il cosigne avec Bernard Revil, salarié chez EDF, une tribune dans Le Monde qui appelle le gouvernement à sanctuariser les revenus publics des infrastructures hydroélectriques.
Le journal Libération le situe parmi les députés « les plus nucléocrates » et Greenpeace le qualifie d'« élu du nucléaire », ce dont il se défend en disant refuser de « cautionner et participer à des colloques organisés par certains cabinets de conseil dont on se sait jamais d’où provient l’argent ». Il considère qu'une loi est nécessaire pour fermer la centrale nucléaire de Fessenheim. En 2010, il prône dans un rapport une baisse significative de la part du nucléaire dans le mix énergétique.
En octobre 2009, alors que le PS s'oppose au projet d'ouverture du capital de La Poste, il indique dans un entretien : « La manière dont France Télécom a ouvert, hier [sous le gouvernement Lionel Jospin], son capital n'est pas quelque chose dont nous nous glorifions. (...) Aujourd'hui, nous avons fait en quelque sorte notre critique. Des sociétés privées et publiques sont utiles, mais il ne faut pas mélanger les genres ».
À l'occasion du référendum de 2005 sur le traité établissant une constitution pour l'Europe, il est « plutôt favorable au non » d'après Le Monde.
Il est défavorable au développement des OGM.
Il est l'un des rares députés à avoir soutenu Marcel Nuss, essayiste engagé en faveur de la reconnaissance d'un droit à l'assistance sexuelle,.

### Président du directoire de RTE (2015-2020)

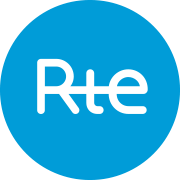
Logo de Réseau de transport d'électricité (RTE).

#### Nomination et renouvellement du directoire
Le Point indique qu'avant le vote définitif de la loi relative à la transition énergétique pour la croissance verte, François Brottes manifeste auprès de Ségolène Royal, ministre de l'Écologie, du Développement durable et de l'Énergie, le désir de quitter la politique active. Alors que Dominique Maillard, président de Réseau de transport d'électricité (RTE), a atteint la limite d'âge fixée par les statuts de l'entreprise, Jean-Bernard Lévy, nouveau PDG d'EDF, propose « un candidat qui ne semblait pas plaire à la ministre » : celle-ci aurait ainsi promis à François Brottes de lui assurer la succession de Dominique Maillard en cas de succès de la loi à l'Assemblée.
Le 23 juillet 2015, le conseil de surveillance de RTE propose, après accord de Ségolène Royal, François Brottes au poste de président du directoire de la société en succession de Dominique Maillard. La Commission de régulation de l'énergie (CRE) valide cette nomination le 27 juillet 2015, jugeant qu’elle « satisfait aux exigences » du code de l'énergie, notamment « aux conditions d’indépendance ». François Brottes prend ses fonctions le 1er septembre 2015.
Il est ainsi l'un des rares députés français ayant démissionné en cours de mandat pour prendre la tête d'une entreprise, qu'elle soit publique ou privée, à l'instar d'Anne-Marie Idrac (UDF) qui avait démissionné en 2002 pour rejoindre la RATP, ou de Renaud Dutreil (UMP) qui avait démissionné quelques semaines après être devenu président de la filiale américaine de LVMH en 2008. Par ailleurs, c'est la première fois que RTE n'est pas dirigée par un ingénieur des mines depuis sa création en 2005, ce qui engendre le mécontentement d'une partie du corps des mines d'après La Croix. L'Opinion rappelle qu'en 2011, Christine Lebihan-Graf, directrice générale de la Commission de régulation de l'énergie (CRE), avait dû renoncer à sa nomination comme secrétaire générale de RTE après la polémique, partie « des rangs de la gauche », sur un éventuel conflit d'intérêts.
Cette nomination suscite de vives critiques de la part de l'opposition, de François Bayrou et de certains écologistes, qui mettent en cause un conflit d'intérêts ainsi que la possibilité pour le suppléant de François Brottes, Pierre Ribeaud, de siéger à l'Assemblée nationale sans passer par une législative partielle grâce à la prolongation au-delà de six mois d'une mission temporaire confiée à François Brottes par le gouvernement,. Certains soulignent l'« excellente opération financière » réalisée par François Brottes, passant d'une rémunération mensuelle de 13 000 euros à l'Assemblée (156 000 euros par an) à un salaire de 398 000 euros par an comme président de RTE,.
Le 1er octobre 2015, RTE annonce le renouvellement complet de son directoire afin d'instaurer la parité. Parmi les partants figure « le directeur financier Philippe Dupuis, pourtant pressenti en interne pour prendre la direction du groupe », d'après L'Opinion. Parmi les quatre nouveaux membres  figure Xavier Piechaczyk, conseiller logement-transport-énergie-environnement de François Hollande à l'Élysée, et auparavant de Jean-Marc Ayrault à Matignon. Qualifié par Le Point de « très proche de François Brottes », il a contribué à rédiger le projet de loi sur la tarification progressive de l'énergie que François Brottes a porté à l'Assemblée nationale. L'Opinion ajoute qu'en tant que conseiller de François Hollande, il a « forcément été associé, même s'il n'est en rien décisionnaire, au processus de nomination de François Brottes au sein de RTE ». L'entreprise assure que la nomination de Xavier Piechaczyk « a été validée par la commission de déontologie ». L'Opinion précise que « chez RTE, Xavier Piechaczyk retrouvera un ancien voisin de bureau, Olivier Lluansi qui était, jusqu'en novembre [2013], le conseiller industrie » du président de la République ; le journal décrit ainsi RTE comme « un joli "fromage" de la République où François Hollande recase ses proches un à un ».

#### Exercice de la fonction
Selon Le Point, nommé à la tête du gestionnaire de réseaux RTE par François Hollande, l'ancien député socialiste « s’attache à crédibiliser la politique choisie, produisant des études rassurantes sur l’équilibre futur du système électrique » alors même que l'objectif inscrit dans la loi de transition énergétique d’abaisser de 75 % à 50 % la part du nucléaire dans le mix électrique d’ici à 2025 apparaît rapidement intenable.
François Brottes tient sa première conférence de presse en tant que président de RTE le 16 décembre 2015. Il annonce la création d'un fonds d'investissement pour entreprises innovantes, la sélection après concours de quatre startups que RTE accompagnera et la signature d'un partenariat visant à industrialiser une application. Il se donne pour ambition de faire de RTE « le premier réseau européen couplant électricité et numérique ». Il annonce ainsi que RTE entend déployer d'ici à 2020 cinq postes électriques « intelligents » en France, qui permettent notamment de mieux gérer l'électricité intermittente de l'énergie éolienne ; le prototype en cours de construction est présenté comme une première mondiale. Il souligne que « les technologies du numérique » sont davantage en mesure d'adapter le réseau électrique au développement des énergies renouvelables que la construction de nouvelles lignes à haute tension.
En janvier 2016, alors qu'EDF envisage de céder 50 % du capital de RTE (qu'il possède à 100 %) selon Les Échos, François Brottes assure que cette hypothèse est impossible au regard de la Constitution et de la loi et s'y oppose, tout en reconnaissant avoir été contacté par des candidats attirés par les actifs de son entreprise,. Le ministre de l'Économie Emmanuel Macron prend position en faveur d'une ouverture du capital de RTE le mois suivant, en suggérant de solliciter la Caisse des dépôts et consignations (CDC), ; François Brottes répond que « c'est bien la détermination de notre destin en vue des missions qui sont les nôtres qui feront l'évolution du capital de RTE, et pas autre chose ». Après l'ouverture de discussions par EDF pour une ouverture du capital de RTE (49 % au maximum) en février 2016, François Brottes affirme que « toute action sur notre capital doit être liée à notre projet industriel », et souhaite profiter de l'ouverture du capital de RTE pour renforcer ses fonds propres. Il assure également que « nos actionnaires ne peuvent être que publics », qu'il n'y a « pas de suppressions d'emplois prévues à RTE » et que le statut des agents ne serait « en aucun cas » remis en question par une évolution du capital. EDF annonce en juillet 2016 avoir trouvé un accord pour vendre à la CDC 49 % du capital de RTE. En décembre 2016, François Brottes signe un accord avec Éric Martel, PDG d'Hydro-Québec, pour identifier des opportunités d'acquisition en commun. D'après La Presse, « la société d'État québécoise avait annoncé son intérêt pour acquérir RTE, que le gouvernement français voulait privatiser, ce qui aurait marqué le début de sa nouvelle stratégie d'acquisition à l'étranger ».
En janvier 2017, L'Opinion présente la vague de froid annoncée comme « la première grosse alerte à affronter » pour François Brottes. En dépit du risque de black-out évoqué par certains médias, François Brottes souligne que RTE n'a « pas utilisé les leviers exceptionnels que sont la possibilité d'arrêter en moins de cinq secondes 21 sites industriels qui consomment beaucoup, ou la baisse de tension ».
Il défend l’introduction de contrats pour différence au sein du mécanisme de capacité qui consiste « à rémunérer les opérateurs pour qu'ils conservent à disposition des moyens de production en état de fonctionnement afin de pouvoir faire face à des pics de consommation ». Il plaide également pour que le gestionnaire de réseau national conserve la main sur ce mécanisme, et affiche son scepticisme sur la faisabilité d'un tel mécanisme à l'échelle européenne en mettant en avant la diversité des mix énergétiques.
Dans le cadre de l'enquête publique sur le projet de reconstruction de la ligne à 400 000 volts entre Avelin (Nord) et Gavrelle (Pas-de-Calais), il rencontre les élus locaux opposés au projet ainsi que Xavier Bertrand, président de la Région Hauts-de-France qui formule plusieurs demandes ; François Brottes met alors en avant la nécessité d'assurer le plus rapidement possible l'alimentation électrique locale grâce à ce projet,.
En octobre 2017, il annonce aux organisations syndicales l'ouverture d’une concertation sur la rémunération à RTE. Le directoire ouvre alors une négociation pour faire évoluer le système de rémunération-classification, qui se solde, 6 mois plus tard, par un échec. Dans le même temps, la direction engage la dénonciation des notes Broyelle et Bornard qui attribuent un reclassement automatique en fonction de spécialités exercées dans certains métiers. Des salariés se sont mobilisés à trois reprises à partir de la mi-novembre pour dire leur opposition à cette décision. Lors de la troisième journée de mobilisation, le 7 décembre, 37 % des salariés, soit près de la moitié des salariés présents, ont participé au mouvement de grève. C’est l’une des plus fortes mobilisations depuis la création de RTE en 2000[réf. nécessaire].
Le 13 décembre 2017, la CGT affirme que François Brottes bénéficiera d'un bonus de 85 000 € en 2017, en plus de sa rémunération fixe de 250 000 €. L'information est confirmée par François Brottes lui-même au journal Sud Ouest le 14 décembre 2017 : « En toute transparence, ce dernier a également dévoilé sa rémunération annuelle 335 000 €, loin des sommets d’autres PDG d’entreprises publiques, pour des responsabilités à la tête d’un groupe de 8 500 salariés et 4 milliards d’euros de chiffre d’affaires. Lors de son embauche en 2015, la CGT avait d’ailleurs déploré que son salaire soit à un niveau bas, un mauvais signe selon le syndicat de l’attractivité des entreprises publiques ».
Afin de défendre sa reconduction comme président du directoire de RTE en 2020, il met en avant le projet d'entreprise lancé en 2018, qui prévoit notamment la poursuite de la numérisation du réseau. Il n’est pas reconduit dans ses fonctions et est remplacé en septembre 2020 par Xavier Piechaczyk.

### Cour des comptes
Le 26 août 2020, il est nommé en Conseil des ministres, conseiller maître en service extraordinaire à la Cour des comptes par le président de la République.

## Mandats électifs

### Mandats locaux
- 6 mars 1983 - 28 août 2005 : adjoint au maire de Crolles (réélu en 1989, 1995 et 2001)
- 29 août 2005 - 2014 : maire de Crolles (réélu en 2008)
- 27 avril 1989 - 17 avril 2008 : président de la communauté de communes du Moyen Grésivaudan (réélu en 1995 et 2001)
- 1er janvier 2009 - 30 juin 2012 : président de la communauté de communes du Pays du Grésivaudan
- 23 mars 1992 - 15 mars 1998 : conseiller régional de Rhône-Alpes

### Mandats parlementaires
Il est député de la 5e circonscription de l'Isère du 1er juin 1997 au 19 août 2015 (réélu en 2002, 2007 et 2012).
De juin 2012 à août 2015, il préside la commission des Affaires économiques de l'Assemblée nationale.

## Décorations
- Chevalier de la Légion d'honneur en janvier 2017[82].
- Officier de l'ordre national du Mérite[réf. souhaitée]

## Ouvrages
- François Brottes (dir.) et al., La TV locale en direct, Grenoble, Glénat, 1986 (réimpr. 1987), 63 p. (ISBN 2-7234-0715-2, BNF 34986309)
- François Brottes, Echarpé vif, PUG, 2022, 204 p. (ISBN 978-2-7061-5212-2)